# Ключик, Леонид Семёнович
Леонид Семёнович Ключик (укр. Леонід Семенович Ключик; род. 20 марта 1950, Дзержинск, Сталинская область) — советский футболист, защитник, украинский тренер. Заслуженный работник физической культуры и спорта Украины (2005), почётный работник физической культуры и спорта Украины (2004), награждён медалью ФФУ «За заслуги» (2004) и медалью «За труд и отвагу» (2011).
Младший из четырёх сыновей. Отец Семён Евдокимович, мать Ольга Иосифовна. С пяти лет жил в посёлке Белицкое. После окончания школы работал электрослесарем на шахте, играл за взрослую команду шахты центральным защитником. В 1968 году после товарищеской игры с красноармейским «Угольком» был приглашён в команду класса «Б». В сентябре 1969 был приглашён в запорожский «Металлург». Доиграв сезон, был призван в воинскую часть Запорожья; после присяги стал играть за «Металлург». По ходу сезона перешёл в «Шахтёр» Донецк — его тренировали Валентин Сапронов и Дмитрий Мизерный, работавшие ранее в «Угольке». Сыграл за команду в высшей лиге (1971, 1973) 19 игр, забил 4 мяча, в первой (1972) — 37 игр, 3 мяча. В мае 1974 вернулся в «Металлург», за который в первой лиге до 1980 года провёл 225 игр, забил 30 мячей. Играл в командах «Уголёк»/«Шахтёр» Горловка (1981—1982, вторая лига), вновь «Металлург» (1983—1985), «Торпедо» Запорожье (1986, вторая лига).
Рекордсмен «Металлурга» по количеству матчей в первенстве СССР — 359 игр.
Окончил Донецкий институт советской торговли и Запорожский государственный педагогический институт.
Был преподавателем физкультуры в Запорожском техникуме электронных приборов (ныне — Запорожский профессиональный колледж компьютерных технологий). Работал в коммерции. С 1991 года был тренером команды шахты «Кочегарка», СК «Металлург», СК «Запорожец». С 1995 года в «Металлурге» занимался административной и тренерской работой. С апреля 2000 года — директор ДЮСШ ФК «Металлург».

## Семья
- Сын Сергей (род. 1973) — футболист, футбольный агент.
  - Внуки Андрей (род. 1990)[4], Евгений (род. 1994) — футболисты.
- Сын Семён (род. 1997) — футболист.